# Campionats del Món de judo de 2014
Els Campionats del Món de judo de 2014 van celebrar-se a Txeliàbinsk (Rússia), entre el 25 i el 31 d'agost de 2014. La seva es va establir al Traktor Ice Arena, amb capacitat per 7.500 espectadors. Cada país participant podia presentar fins a 18 judokes, entre homes i dones, per participar en 14 categories dividides per pès; només podien participar dos judokes per país en cada categoria.
La mascota dels campionats era un tigre petit anomenat Zhorik, diminutiu de Georgiy. Aquesta mascota va ser escollida en un vot unànime realitzat abans dels Campionats Europeus de judo de 2012.

## Resultats

### Medaller
| Pos.  | País                | Or | Plata | Bronze | Total |
| 1     | Japó                | 5  | 2     | 4      | 11    |
| 2     | França              | 3  | 1     | 4      | 8     |
| 4     | Brasil              | 1  | 1     | 2      | 4     |
| 4     | Cuba                | 1  | 1     | 2      | 4     |
| 5     | Mongòlia            | 1  | 1     | 0      | 2     |
| 6     | Geòrgia             | 1  | 0     | 3      | 4     |
| 7     | Colòmbia            | 1  | 0     | 0      | 1     |
| 7     | Txèquia             | 1  | 0     | 0      | 1     |
| 7     | Grècia              | 1  | 0     | 0      | 1     |
| 7     | Kosovo              | 1  | 0     | 0      | 1     |
| 11    | Rússia              | 0  | 3     | 6      | 9     |
| 12    | Argentina           | 0  | 1     | 0      | 1     |
| 12    | Canadà              | 0  | 1     | 0      | 1     |
| 12    | Hongria             | 0  | 1     | 0      | 1     |
| 12    | Israel              | 0  | 1     | 0      | 1     |
| 12    | Corea del Nord      | 0  | 1     | 0      | 1     |
| 12    | Portugal            | 0  | 1     | 0      | 1     |
| 12    | Romania             | 0  | 1     | 0      | 1     |
| 19    | Alemanya            | 0  | 0     | 3      | 3     |
| 20    | Eslovènia           | 0  | 0     | 2      | 2     |
| 20    | Emirats Àrabs Units | 0  | 0     | 2      | 2     |
| 21    | Països Baixos       | 0  | 0     | 1      | 1     |
| 21    | Polònia             | 0  | 0     | 1      | 1     |
| 21    | Ucraïna             | 0  | 0     | 1      | 1     |
| 21    | Estats Units        | 0  | 0     | 1      | 1     |
| Total | Total               | 16 | 16    | 32     | 64    |

### Categories masculines
| Event                     | Or                           | Plata                        | Bronze                     |
| Extra-lightweight (60 kg) | Ganbatyn Boldbaatar (MGL)    | Beslan Mudranov (RUS)        | Amiran Papinashvili (GEO)  |
| Extra-lightweight (60 kg) | Ganbatyn Boldbaatar (MGL)    | Beslan Mudranov (RUS)        | Naohisa Takato (JPN)       |
| Half-lightweight (66 kg)  | Masashi Ebinuma (JPN)        | Mikhail Pulyaev (RUS)        | Georgii Zantaraia (UKR)    |
| Half-lightweight (66 kg)  | Masashi Ebinuma (JPN)        | Mikhail Pulyaev (RUS)        | Kamal Khan-Magomedov (RUS) |
| Lightweight (73 kg)       | Riki Nakaya (JPN)            | Hong Kuk-hyon (PRK)          | Victor Scvortov (UAE)      |
| Lightweight (73 kg)       | Riki Nakaya (JPN)            | Hong Kuk-hyon (PRK)          | Musa Mogushkov (RUS)       |
| Half-middleweight (81 kg) | Avtandil Tchrikishvili (GEO) | Antoine Valois-Fortier (CAN) | Loïc Pietri (FRA)          |
| Half-middleweight (81 kg) | Avtandil Tchrikishvili (GEO) | Antoine Valois-Fortier (CAN) | Ivan Nifontov (RUS)        |
| Middleweight (90 kg)      | Ilias Iliadis (GRE)          | Krisztián Tóth (HUN)         | Varlam Liparteliani (GEO)  |
| Middleweight (90 kg)      | Ilias Iliadis (GRE)          | Krisztián Tóth (HUN)         | Kirill Voprosov (RUS)      |
| Half-heavyweight (100 kg) | Lukáš Krpálek (CZE)          | José Armenteros (CUB)        | Ivan Remarenco (UAE)       |
| Half-heavyweight (100 kg) | Lukáš Krpálek (CZE)          | José Armenteros (CUB)        | Karl-Richard Frey (GER)    |
| Heavyweight (+100 kg)     | Teddy Riner (FRA)            | Ryu Shichinohe (JPN)         | Renat Saidov (RUS)         |
| Heavyweight (+100 kg)     | Teddy Riner (FRA)            | Ryu Shichinohe (JPN)         | Rafael Silva (BRA)         |
| Equips                    | Japó                         | Rússia                       | Alemanya                   |
| Equips                    | Japó                         | Rússia                       | Geòrgia                    |

### Categories femenines
| Event                            | Or                        | Plata                       | Bronze                    |
| Extra-lightweight (48 kg)        | Ami Kondo (JPN)           | Paula Pareto (ARG)          | Amandine Buchard (FRA)    |
| Extra-lightweight (48 kg)        | Ami Kondo (JPN)           | Paula Pareto (ARG)          | Maria Celia Laborde (CUB) |
| Half-lightweight (52 kg)         | Majlinda Kelmendi (KOS)   | Andreea Chițu (ROU)         | Erika Miranda (BRA)       |
| Half-lightweight (52 kg)         | Majlinda Kelmendi (KOS)   | Andreea Chițu (ROU)         | Natalia Kuziutina (RUS)   |
| Lightweight (57 kg)              | Nae Udaka (JPN)           | Telma Monteiro (POR)        | Sanne Verhagen (NED)      |
| Lightweight (57 kg)              | Nae Udaka (JPN)           | Telma Monteiro (POR)        | Automne Pavia (FRA)       |
| Half-middleweight (63 kg)        | Clarisse Agbegnenou (FRA) | Yarden Gerbi (ISR)          | Miku Tashiro (JPN)        |
| Half-middleweight (63 kg)        | Clarisse Agbegnenou (FRA) | Yarden Gerbi (ISR)          | Tina Trstenjak (SLO)      |
| Middleweight (70 kg)             | Yuri Alvear (COL)         | Karen Nun-Ira (JPN)         | Onix Cortés (CUB)         |
| Middleweight (70 kg)             | Yuri Alvear (COL)         | Karen Nun-Ira (JPN)         | Katarzyna Kłys (POL)      |
| Half-heavyweight (78 kg) detalls | Mayra Aguiar (BRA)        | Audrey Tcheuméo (FRA)       | Kayla Harrison (USA)      |
| Half-heavyweight (78 kg) detalls | Mayra Aguiar (BRA)        | Audrey Tcheuméo (FRA)       | Anamari Velenšek (SLO)    |
| Heavyweight (+78 kg) detalls     | Idalys Ortiz (CUB)        | Maria Suelen Altheman (BRA) | Megumi Tachimoto (JPN)    |
| Heavyweight (+78 kg) detalls     | Idalys Ortiz (CUB)        | Maria Suelen Altheman (BRA) | Émilie Andéol (FRA)       |
| Equips                           | França                    | Mongòlia                    | Alemanya                  |
| Equips                           | França                    | Mongòlia                    | Japó                      |